# Hyagnis lafabreguei
Hyagnis lafabreguei es una especie de escarabajo longicornio del género Hyagnis, subfamilia Lamiinae. Fue descrita científicamente por Breuning en 1965.
Se distribuye por Camboya. Posee una longitud corporal de 7 milímetros. El período de vuelo de esta especie ocurre en el mes de septiembre.